# راتکو رادووانوویچ
راتکو رادووانوویچ (انگلیسی: Ratko Radovanović؛ زادهٔ ۱۶ اکتبر ۱۹۵۶) بازیکن بسکتبال اهل یوگسلاوی بود.
وی در مسابقات کشوری و بین‌المللی در مجموع برندهٔ ۴ مدال طلا، ۱ مدال نقره، ۶ مدال برنز شده‌است.